# Kurt Langer
Kurt Langer – niemiecki architekt modernistyczny tworzący w pierwszej połowie XX wieku we Wrocławiu.

## Życiorys
Pierwsze zrealizowane na terenie Wrocławia projekty autorstwa Kurta Langera pochodzą z roku 1913. W latach 1924-31 był redaktorem naczelnym fachowego czasopisma Ostdeutsche Bauzeitung wydawanego we Wrocławiu i poświęconego architekturze i budownictwu w Niemczech wschodnich. W roku 1932 został przewodniczącym wrocławskiego oddziału BDA. 
Do najważniejszych jego dzieł zalicza się wznoszone w okresie międzywojennym kościoły katolickie: zniszczone w czasie wojny świątynie pw. św. Piotra Kanizjusza przy pl. Grunwaldzkim (1926), św. Klemensa Dworzaka na Grabiszynie (1929), św. Konrada z Parzham na Pilczycach (1937) oraz zachowany do dziś kościół pw. Świętej Rodziny (1930). Poza Wrocławiem powstały według jego projektu także: kościół Zesłania Ducha Świętego w Boguszowie-Gorcach (1927) i kościół Najświętszego Serca Pana Jezusa w Górce koło Sobótki (1933).
Poza kościołami w jego dorobku znalazły się także obiekty przemysłowe: zakłady Archimedes we Wrocławiu (1924), rozdzielnia elektrowni na Kępie Mieszczańskiej (1926) i zakłady ceramiczne w Ziębicach (1927). Projektował także domy mieszkalne. W latach trzydziestych zrealizował ostatni etap zabudowy osiedla Sępolno.

## Literatura
- Rafał Eysymontt, Jerzy Ilkosz, Agnieszka Tomaszewicz, Jadwiga Urbanik (red.): Leksykon architektury Wrocławia. Wrocław: Via Nova, 2011. Brak numerów stron w książce